# Akty Nawigacyjne
Akty Nawigacyjne (ang. Navigation Acts) – XVII-wieczne angielskie ustawy dotyczące handlu i prawa morskiego. Wprowadzały protekcjonistyczny i merkantylistyczny system handlowy, którego celem miała być ochrona Anglii i jej kolonii przed konkurencją innych państw kolonialnych. Parlament angielski uchwalił pięć Aktów Nawigacyjnych: w latach 1651, 1660, 1663, 1673 i 1696. Ustawy te niekorzystnie wpłynęły na gospodarkę Niderlandów, co doprowadziło do wojen angielsko-holenderskich i uzyskania przez Anglię pozycji wiodącej potęgi handlowej.  
W XVIII wieku ustawy te były modyfikowane i rozszerzane, co miało duży wpływ na nastrój niezadowolenia w amerykańskich koloniach Wielkiej Brytanii i na wybuch rewolucji, która doprowadziła do powstania Stanów Zjednoczonych. Akty Nawigacyjne pozostawały w mocy do 1849 roku, kiedy zniesiono je pod wpływem prądów wolnorynkowych. 

## Geneza
Gdy uchwalano pierwszy Akt Nawigacyjny w 1651 roku, idea wprowadzenia restrykcji dla statków nieangielskich nie była nowa. Dekret w tej sprawie wydał już Ryszard II w 1381 roku, zakazując wwozu i wywozu towarów zagranicznym statkom. Jednak już w następnym roku król musiał istotnie złagodzić to prawo, ponieważ flota angielska była zbyt mała, aby obsługiwać cały handel Anglii. Niektórzy władcy angielscy w XV i XVI wieku wydawali podobne prawa. Henryk VIII ustanowił zasadę, że statki uprawnione do udziału w angielskim handlu muszą być zbudowane w Anglii i mieć załogę złożoną w większości z Anglików. Przepisy te zostały potwierdzone i rozszerzone przez Elżbietę I. Jednak ze względu na brak odpowiednich środków nadzoru i ogólną słabość państwa we wczesnej epoce nowożytnej zakazy dotyczące handlu nie były w pełni egzekwowane, a niekiedy wręcz pozostawały martwym prawem.
W czasach Jakuba I wydane zostały dwa kolejne prawa wymierzone w zagranicznych kupców. Pierwsze, wprowadzone w 1615 roku, wprowadzało monopol statków angielskich na import do Anglii towarów pochodzących z portów nad Morzem Śródziemnym. W 1622 roku natomiast przyjęto podobne prawo dotyczące portów Morza Bałtyckiego. Restrykcje te były motywowane chęcią uderzenia w handlową potęgę Niderlandów, kraju stanowiącego największą konkurencję dla kupców angielskich.
Współzawodnictwo z Republiką Zjednoczonych Prowincji było również głównym powodem uchwalenia Aktów Nawigacyjnych. Dokumenty te w dużej mierze powtarzały zasady ze starszych aktów prawnych, tym razem jednak Anglia dysponowała większą niż wcześniej flotą, a więc też większymi możliwościami wprowadzenia ustaw w życie.

## Uchwalanie Aktów Nawigacyjnych
Pierwszy Akt Nawigacyjny został uchwalony w 1651 roku przez rewolucyjny Parlament Kadłubowy. W myśl ustawy import towarów do Anglii z krajów Europy był dozwolony jedynie na statkach pod banderą angielską lub banderą kraju, z którego pochodzi towar. Natomiast prawo importu z krajów pozaeuropejskich udzielone zostało jedynie statkom angielskim. Akt określał również kryteria, na podstawie których stwierdzano przynależność państwową statku. Aby być uznanym za angielski, statek musiał stanowić własność Anglików oraz mieć angielskiego kapitana i większość załogi. Akt ten ustanowił praktyczny monopol floty angielskiej, co uderzało przede wszystkim w Republikę Zjednoczonych Prowincji i doprowadziło do wybuchu I wojny angielsko-holenderskiej (1652-1654), a następnie kolejnych wojen w latach 1665-1667 i 1672-1674.
Kolejny Akt przyjęto w 1660 roku, po restauracji monarchii przez Karola II. Poza powtórzeniem postanowień poprzedniej ustawy dokument precyzował, że załoga angielskiego statku musi być złożona co najmniej w 75% z Anglików. Wprowadzano również zakaz przewożenia towarów między portami brytyjskimi przez statki obce. Akt wymieniał także produkty wytwarzane w koloniach, które mogły być eksportowane jedynie do portów brytyjskich, bądź przez porty brytyjskie do innych krajów. Przepisem tym były objęte przede wszystkim cukier i tytoń. Było to ograniczenie swobody handlowej kolonii amerykańskich. Należy jednak zauważyć, że Anglikami w rozumieniu Aktów Nawigacyjnych byli również koloniści amerykańscy, dla których wykluczenie kupców holenderskich z wymiany handlowej stworzyło takie same szanse, jak dla mieszkańców Anglii.
Trzy kolejne ustawy, przyjęte w 1663, 1673 i 1696 roku, wprowadzały szczegółowe przepisy wykonawcze, które utrudniały omijanie postanowień poprzednich Aktów. W szczególności ostatni Akt znacząco zmniejszył liczbę przypadków łamania prawa.

## Skutki polityczne
Wprowadzenie Aktów Nawigacyjnych wpłynęło na osłabienie gospodarcze Republiki Zjednoczonych Prowincji, jednak to osłabienie dało o sobie znać nie wcześniej niż w latach 70. XVII wieku, a skala wpływu brytyjskiego ustawodawstwa na upadek potęgi Niderlandów jest kwestią sporną. Część historyków uważa, że przez większą część XVII stulecia Akty nie zagrażały Niderlandom w takiej mierze, w jakiej oczekiwali tego ich twórcy. Wskazuje się, że ustawy były bardzo często łamane. 